# هیگاشی-شینباشی
هیگاشی-شینباشی (به لاتین: Higashi-Shinbashi) یک منطقهٔ مسکونی در ژاپن است که در میناتو-کو، توکیو واقع شده‌است. هیگاشی-شینباشی ۱٬۷۹۶ نفر جمعیت دارد.